# 7th Sea (рольова гра)
7th Sea настільна рольова гра, дія якої відбувається у світі, що містить риси пригодницьких романів Александра Дюма чи Рафаеля Сабатіні з елементами містики. Відповідно, гравці можуть обрати ролі мушкетерів чи піратів, взяти участь в морських боях або придворних інтригах.
Перша книга була випущена компанією Alderac Entertainment Group у 1998 році. Друга редакція вийшла у 2016 році, її кікстартер набрав запитані $30000 за сім хвилин, а за запланований на збір коштів місяць набрав понад мільйон доларів.

## Ігровий світ
Ігровий світ називається Тейя, він схожий на Європу 17 століття, кожна його держава має свій відповідник у нашій історії. Також, в цьому сетинґу присутня магія. Нею володіють представники шляхетних родів. Кожна держава має свою магію. Важливою особливістю сетинґу є гра на стереотипах і кліше, пов’язаних із національностями або історичними явищами. У сетинґу вони навмисно підкреслюються.
Тейя складається з таких держав:
- Монтень (Montaigne) — прообразом цієї країни є Франція часів Людовика XIV. Цій країні характерне різке соціальне розмежування, придворні інтриги та абсолютна влада Імператора. Магія монтенських дворян називається Порте. Її адепти в буквальному сенсі розривають простір, щоб переміститись в інше місце, передати предмет через величезну відстань, або сховати його десь за межами реальності.
- Авалон (Avalon) — відповідник Англії, Шотландії та Ірландії, в якому існують чари. На цих островах легенди це частина реальності. Магія Авалону дозволяє набувати рис древніх героїв. Також, значну роль в житті Авалону відіграють таємничі істоти Ши, засновані на англійських легендах про фей.
- Айзен (Eisen) — заснована на Німеччині після Тридцятилітньої війни, спустошена братовбивчою війною земля. Айзенці не мають магії, проте на їхній землі видобувається рідкісний напрочуд міцний метал драхенайзен. Ті, хто володіє його родовищами, є володарями Айзену.
- Кастилія (Castille) — країна схожа на Іспанію, що страждає від вторгнення Монтені та свавілля Інквізиції. Їхня магія майже втрачена.
- Водачче (Vodacce) — відповідник Італії, де плетіння смертельних інтриг є звичною справою. Місцевою магією володіють лише жінки, які вміють плести долю.
- Усура (Ussura) — подібна до Росії часів Івана Грозного, холодна і сувора країна. Місцева магія дозволяє перетворюватись на тварин.
- Вендель (Vendel) та Вестен (Vesten) — два колись єдині народи, що нині ворогують на світоглядному ґрунті. Вендель найбільш прогресивна країна, нагадує Нідерланди. Вестен — подібний до вікінгів народ, що зберігає свою прадавню культуру. Вендель магії не має, а вестенці зберегли магію рун Лайордом.

Крім держав, у грі так само присутні різні таємні товариства: Розенкрейцери (зразково-показові герої з програмою духовного розвитку особистості), Невидима Колегія (вчені, які змушені ховатися від переслідування Інквізиції), Лос Ваґос (товариство Кастильських патріотів, що протистоять окупантам-Монтеньцям та Інквізиції), Рілашіарі (анархісти-революціонери, які прагнуть знищити будь-яку нерівність), Кройцріттери, або Чорні Хрести (лицарі на службі церкви, які ведуть таємну війну з прибульцями з потойбічного світу).

## Магія
У світі також присутня магія. Чаклуни Тейї, які майже поголовно належать до аристократичних родів, отримують силу у спадок від батьків, і їхні здібності унікальні для кожної нації. Чаклуни Авалона керують легендами і можуть самі на певний час набувати властивостей героїв міфів і легенд. Монтеньські дворяни можуть рвати тканину світобудови, переміщаючись на великі простори через виворіт світу. Вестенці та вендельці, які історично є одним народом, знають секрети магічних рун, які, зокрема, дають змогу контролювати погоду. Стреґи — чаклунки з Водачче — можуть бачити зв’язки між людьми і велять долею. Уссурійські дворяни вміють перетворюватися на тварин повністю або частково.
Крім магії крові, існують так звані традиції шаманізму — способи отримання надприродних сил шляхом довгого навчання або таємних ритуалів. Цей різновид магії значно менш поширений, ніж чаклунство. Персонаж не може володіти одночасно традицією шаманізму та чаклунством.

## Релігія
На Тейї існує кілька релігій, причому більшість із них є «спорідненими», як іудаїзм, іслам та різні гілки християнства в нашому світі.
Основною релігійною концепцією є протиставлення чаклунства крові, що вважається «темним даром», і розуму, що дає змогу будь-кому вивчати природні закони світу. Завданням людства називається саме пізнання світу, який творець Теус створив як загадку для людей. Вчення людям несуть пророки. Основний привід для конфлікту різних гілок у тому, кого з цих пророків визнавати, а кого ні.
Церква Уссури визнає тільки одного пророка — найпершого. При цьому нарівні з ним шанується Матінка, могутній дух-покровитель всієї Уссури, що має владу над зимою і холодом. Імперія Півмісяця визнає двох пророків. Ватицинська церква, яка є аналогом католицької, визнає трьох пророків і віщує прихід четвертого — який здійснить Страшний Суд.
Відносно недавно Ватицинська церква пережила розкол, аналогічний появі протестантизму, причому приблизно з тих самих причин. Наслідком протистояння церкви з обжекціонізмом, як називається нова конфесія, була багаторічна війна, що спустошила Айзен.
Наразі Ватицінська церква переживає політичну кризу, пов’язану зі зникненням ієрофанта, глави церкви, і дванадцяти єпископів, унаслідок чого вибори нового глави затягнулися. За відсутності Ієрофанта Інквізиція виявилася фактично безконтрольною і почала боротися з тими, кого вона підозрює в єресі, дуже жорсткими методами.
До маргінальних релігійних течій належить, наприклад, стара віра вікінгів, у чомусь схожа на нордичну мітологію.

## Персонажі
Персонажами гри є жителі держав будь-якого стану. Гра передбачає, що всі персонажі є Героями, тобто виключно позитивними, добрими та благородними людьми, або Пройдохами, тобто людьми, які хоч і добрі та позитивні, але іноді не дуже благородні. Класичні аналоги та приклади: д’Артаньян (Герой) та капітан Пітер Блад (Пройдоха).
Одна з важливих деталей цієї гри: репутація героя є важливою частиною ігрового процесу. Якщо репутація персонажа гравця падає нижче певного рівня, він стає майстерним персонажем.
Сьоме Море дозволяє реалізувати практично будь-який архетип персонажа, будь то благородний придворний, алчний грабіжник, шпигун, мисливець за нечистю тощо.

## Система
В основі системи лежить механіка Roll and Keep (RnK). Суть механіки така: для вирішення конфліктів застосовується кидок XkY, де X — кількість десятигранних дайсів, які потрібно кинути (зазвичай дорівнює сумі характеристики та уміння), Y — кількість дайсів з кинутих, значення яких потрібно скласти і порівняти з складністю поставленої задачі. Дайси, на яких випало 10, «вибухають», тобто до результату додається 10, а сам дайс перебивається.
В системі присутній елемент заохочення гравців за красивий і адекватний ролеплей. Майстер має право преміювати гравців дайсами Драми, які можуть бути використані для деяких сильних системних ефектів або ж обміняні на додатковий досвід.

## Реакція
У 2000 році «7-е море» отримало нагороду Origins Award як найкраща рольова гра 1999 року. Сетинґ також надихнув на створення колекційної карткової гри.
У 2017 році 7th Sea отримала нагороди ENNIE Awards у номінаціях «Продукт року», «Найкраща гра», «Найкращі правила», «Найкраща картографія», «Найкращий безкоштовний продукт» та «Найкраще доповнення».